# Сход граждан
Сход граждан в Российской Федерации — форма непосредственного участия граждан в осуществлении местного самоуправления в поселении с численностью жителей, обладающих избирательным правом, не более 100 человек для решения вопросов местного значения, а также в поселении с численностью жителей, обладающих избирательным правом, более 100 и не более 300 человек для решения вопросов местного значения в соответствии с уставом муниципального образования; сход граждан осуществляет полномочия представительного органа муниципального образования, в том числе отнесённые к исключительной компетенции представительного органа муниципального образования.

## Институт схода граждан
Сход граждан — это форма коллегиального решения вопросов местного значения в поселении с численностью жителей, обладающих избирательным правом, не более 100 человек.
Статья 25 Федерального закона, от 6 октября 2003 года, № 131-ФЗ «Об общих принципах организации местного самоуправления в Российской Федерации» регламентирует вопросы организации и проведения схода граждан.
Сход граждан осуществляет полномочия представительного органа муниципального образования (ПО МО), в том числе отнесённые к исключительной компетенции представительного органа муниципального образования, и правомочен при участии в нём более половины жителей поселения, обладающих избирательным правом.
Сход граждан может созываться главой муниципального образования самостоятельно либо по инициативе группы жителей поселения численностью не менее 10 человек. Его проведение обеспечивается главой местной администрации. Участие в сходе граждан выборных лиц местного самоуправления является обязательным. Председательствует на нём глава муниципального образования или иное лицо, избираемое сходом граждан.
Решения схода граждан являются прямым выражением воли населения муниципального образования и наравне с решениями местного референдума имеют юридический приоритет перед решениями органов местного самоуправления и должностных лиц местного самоуправления. Согласно ч. 2 ст. 43 Федерального закона от 6 октября 2003 года № 131-ФЗ «Об общих принципах организации местного самоуправления в Российской Федерации» иные муниципальные правовые акты не должны противоречить уставу муниципального образования и правовым актам, принятым на местном референдуме или сходе граждан.
Решение схода граждан считается принятым, если за него проголосовало более половины его участников. Решения подлежат обязательному исполнению на территории поселения. Органы местного самоуправления и должностные лица местного самоуправления обеспечивают исполнение таких решений в соответствии с разграничением полномочий между ними, определённым уставом поселения. Решения, принятые на сходе граждан, подлежат официальному опубликованию (обнародованию).

## Случаи и порядок проведения схода граждан
Федеральный законодатель попытался придать институту сходов граждан терминологическую чёткость и рассматривает сход в первую очередь как форму прямого осуществления муниципальной власти жителями небольших поселений. Тем не менее сход граждан может иметь и несколько иное правовое содержание. Возможно проведение сходов граждан в населённых пунктах, не имеющих статуса самостоятельного муниципального образования. Такие сходы проводятся только в случаях, предусмотренных Федеральным законом от 6 октября 2003 года № 131-ФЗ «Об общих принципах организации местного самоуправления в Российской Федерации». Круг вопросов, рассматриваемых на них, и юридическая сила принимаемых решений определяются соответствующими нормами федерального закона.
Предусматриваются следующие случаи проведения сходов граждан:
1. Изменение границ поселений и муниципальных районов, влекущее отнесение территорий отдельных входящих в их состав населённых пунктов, не являющихся самостоятельными муниципальными образованиями, к территориям других поселений и муниципальных районов, осуществляется с согласия населения данных населённых пунктов, которое может быть выражено на сходах жителей соответствующих населённых пунктов (ч. 2, 3 ст. 12 Федерального закона от 6 октября 2003 года № 131-ФЗ).
2. Разделение поселения, влекущее образование двух и более поселений, осуществляется с согласия населения каждого из образуемых поселений, которое может быть выражено на сходах граждан (ч. 5 ст. 13 Федерального закона от 6 октября 2003 года № 131-ФЗ). В этом случае сходы должны проводиться раздельно на каждой из территорий, которым предполагается придать статус самостоятельного муниципального образования — поселения, то есть на частях территории поселения, которое предлагается разделить. Порядок проведения таких сходов граждан может быть конкретизирован муниципальными правовыми актами соответствующего поселения.
3. На территориях с низкой плотностью сельского населения и в труднодоступных местностях допускается упразднение поселений, если численность населения сельского поселения составляет менее 100 человек и решение об упразднении поселения будет принято на сходе граждан, проживающих в указанном поселении (ч. 1 ст. 13.1 Федерального закона от 6 октября 2003 года № 131-ФЗ). Такой сход жителей поселения проводится в общем порядке, установленном для сходов граждан, поскольку на момент проведения схода соответствующее поселение ещё не считается утратившим статус самостоятельного муниципального образования, имеет свой устав и иные муниципальные правовые акты, поэтому сход жителей поселения правомочен принимать властные решения в рамках компетенции этого поселения.
4. На межселенных территориях могут создаваться вновь образованные поселения, в том числе по инициативе населения, выдвинутой на сходе жителей населённого пункта, расположенного на межселенной территории (ст. 13.2 Федерального закона от 6 октября 2003 года № 131-ФЗ). В случае выдвижения на сходе граждан, проживающих в населённом пункте, расположенном на межселенной территории, инициативы о создании вновь образованного поселения такая инициатива оформляется решением схода граждан, проживающих в соответствующем населённом пункте.
5. Федеральный закон № 131-ФЗ указывает и иные случаи проведения схода граждан. Эти случаи подпадают под общие правила проведения сходов всех жителей муниципального образования. Население муниципального образования принимает на таких сходах правовые решения в рамках компетенции муниципального образования.
Изменение границ муниципальных районов, влекущее отнесение территорий отдельных входящих в их состав поселений к территориям других муниципальных районов, осуществляется с согласия населения данных поселений, которое может быть выражено на сходах граждан (ч. 2 ст. 12 Федерального закона от 6 октября 2003 года № 131-ФЗ). Объединение двух и более поселений, не влекущее изменения границ иных муниципальных образований, осуществляется с согласия населения каждого из поселений, которое может быть выражено на сходах граждан (ч. 3 ст. 13 Федерального закона от 6 октября 2003 года № 131-ФЗ). В этих случаях сходы организуются и проводятся на основании устава и иных нормативных правовых актов соответствующего поселения.
Вопросы введения самообложения граждан и использования соответствующих средств решаются жителями муниципального образования на местном референдуме или сходе граждан (ч. 2 ст. 56 Федерального закона от 6 октября 2003 года № 131-ФЗ).
Социологические исследования в 2016 году показали, что 33 % респондентов считают, что сход граждан должны проводить непосредственно жители населённого пункта; 14 % респондентов считают, что этим должен заниматься глава местной администрации. Такое же количество ответов — 14 % — к субъектам-исполнителям проведения схода отнесли муниципальных депутатов; 5 % граждан отдали свой голос за главу муниципального образования (имея в виду главу муниципального района); 0,9 % респондентов считают, что Сход граждан должен проводиться руководителями предприятий и организаций, расположенных на территории соответствующего населённого пункта; 24 % респондентов считают, что сход граждан должен проводиться населением с участием главы местной администрации, депутатов, представителей предприятий, обслуживающих соответствующий населённый пункт и прилегающую к нему территорию, правоохранительных органов. Наконец, 9 % граждан затруднились ответить на вопрос.

## Сходы граждан по полномочиям ПО МО
По данным субъектов России, по состоянию на 1 июля 2008 года, полномочия представительного органа осуществлялись сходом граждан в 127 муниципальных образованиях на территории 22 субъектов России. При этом 34 таких муниципальных образования расположены в Дальневосточном федеральном округе, 25 — в Сибирском федеральном округе.
Перечень муниципальных образований Российской Федерации, где сходы граждан осуществляют или осуществляли полномочия представительного органа муниципального образования
| № | Субъект федерации        | Муниципальное образование           | Период исполнения                 |
| - | ------------------------ | ----------------------------------- | --------------------------------- |
| 1 | Челябинская область      | Сельское поселение Новый Кременкуль | июнь 2004 — март 2008             |
| 2 | Смоленская область       | Захарьевское сельское поселение     | декабрь 2004 — по настоящее время |
| 3 | Смоленская область       | Подсосонское сельское поселение     | декабрь 2004 — по настоящее время |
| 4 | Республика Саха (Якутия) | Утаинский наслег                    | ноябрь 2004 — по настоящее время  |
| 5 | Иркутская область        | Мироновское сельское поселение      | декабрь 2004 — по настоящее время |
| 6 | Иркутская область        | Небельское сельское поселение       | декабрь 2004 — по настоящее время |
| 7 | Республика Татарстан     | г. Иннополис                        | июнь 2015 — по настоящее время    |

## Правовые акты
- Европейская хартия местного самоуправления,
- Конституция Российской Федерации,
- общепризнанные принципы и нормы международного права, международные договоры Российской Федерации,
- федеральные конституционные законы,
- Федеральный закон «Об общих принципах организации местного самоуправления в Российской Федерации» (официальная публикация)
- Федеральный закон «Об общих принципах организации местного самоуправления в РФ» с последними изменениями
- Федеральные законы, издаваемые в соответствии с федеральными законами иные нормативные правовые акты Российской Федерации (указы и распоряжения Президента Российской Федерации, постановления и распоряжения Правительства Российской Федерации, иные нормативные правовые акты федеральных органов исполнительной власти),
- конституции (уставы), законы и иные нормативные правовые акты субъектов Российской Федерации,
- уставы муниципальных образований,
- решения, принятые на местных референдумах и сходах граждан,
- иные муниципальные правовые акты.